# Mouvement antinucléaire au Japon
Pour un article plus général, voir Mouvement antinucléaire.
Longtemps un des leaders mondiaux du nucléaire civil, le Japon connait depuis 2011 un fort mouvement antinucléaire notamment en raison de l'accident nucléaire de Fukushima.

## Histoire
Le mouvement antinucléaire militaire japonais est né en août 1945, à la suite des bombardements atomiques d'Hiroshima et Nagasaki. Pour les antinucléaires, ces bombardements, qui ont surtout tué des civils, ont été inutiles et sont des crimes de guerre. Les survivants des explosions, les hibakusha, sont devenus le symbole d'une lutte contre la guerre et les armes atomiques à travers le monde.
Né dans les années 1970, le mouvement contre l’industrie nucléaire civile au Japon a connu des développements après l'accident nucléaire de Tchernobyl en 1986 puis avec le développement de l’industrie nucléaire dans le pays, notamment celle de Rokkasho, en 2006.

Après la catastrophe du 11 mars 2011, Robert Jay Lifton se demande comment le pays victime des bombardements d’Hiroshima et de Nagasaki a pu faire autant confiance à l’énergie nucléaire.

## Campagnes et communication

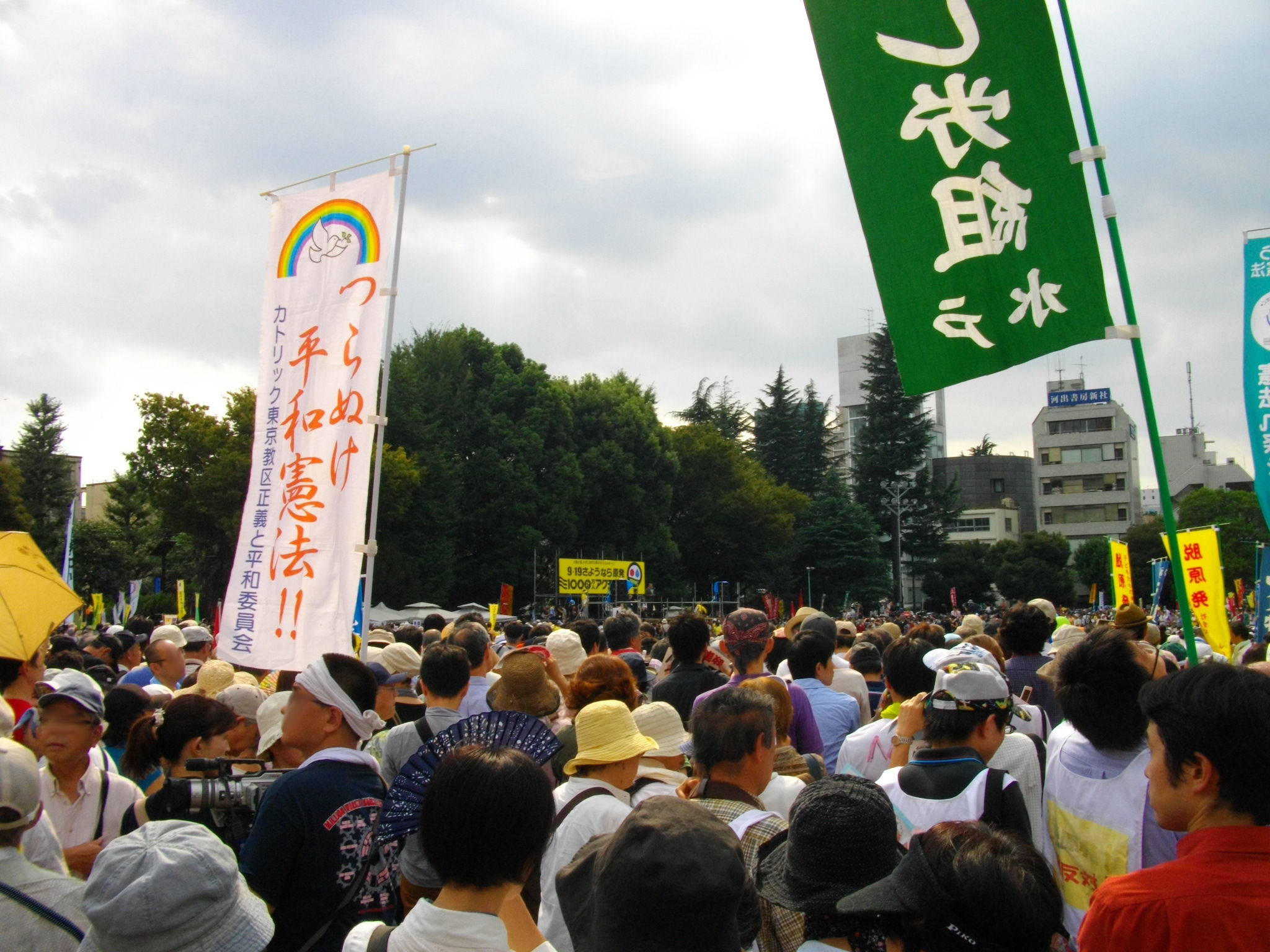
Manifestation antinucléaire à Tokyo le 19 septembre 2011.

Depuis mars 2011, campagnes d’actions, manifestations publiques, sites web, partis politiques et groupes d’action se sont considérablement développés, comme notamment par exemple le groupe militant Frying Dutchman.

## Évolution de l'opinion publique
La part de la population japonaise favorable à l'énergie nucléaire chute de 36,9 % en septembre 2010 à 16,7 % en septembre 2011. Après un minimum atteint en 2017 à 11,8 %, elle remonte et se situe autour de 17 % en 2020 ; la même année, 50 % de la population reconnaît le nucléaire comme utile à un approvisionnement stable en énergie.

## Personnalités du mouvement antinucléaire au Japon
- Kenzaburō Ōe
- Ryūichi Sakamoto
- Haruki Murakami
- Tarō Yamamoto
- Yukiko Kada
- Jinzaburo Takagi (en)
- Nobuto Hosaka (en)
- Hiroaki Koide (ja)